# Big Stick

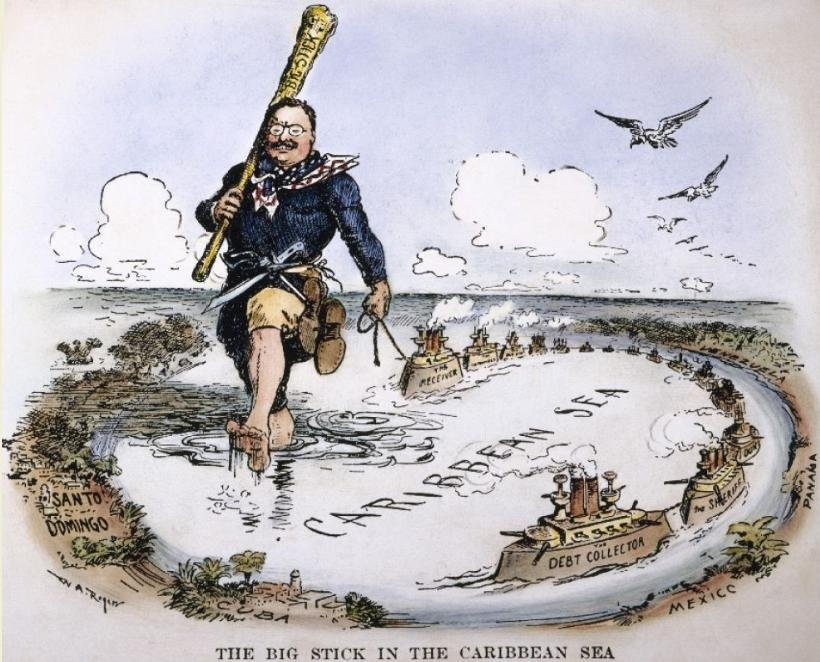
Karikatur, die Roosevelt mit seinem „Big Stick“ (Kriegsmarine) in der Karibik zeigt

Big Stick (englisch für „großer Knüppel“) ist eine Bezeichnung für die Außenpolitik Theodore Roosevelts unter Bezugnahme auf den Einsatz der US-amerikanischen Kriegsmarine im Atlantischen und Pazifischen Ozean.
In Reden als Präsident der Vereinigten Staaten zitierte Roosevelt ein altes Sprichwort:

“Speak softly and carry a big stick; you will go far.”

„Sprich sanft und trage einen großen Knüppel, [dann] wirst du weit kommen.“

Auf die Politik übertragen bedeutet das, dass Politiker mit einem „Big Stick“ – in Roosevelts Fall der Kriegsmarine – ihre Politik umsetzen können, ohne dabei diktatorisch zu wirken: Der sorgfältige Aufbau diplomatischer Beziehungen und die Beteuerung guter Absichten werden mit einem schlagkräftigen Militärapparat und einer hohen Wirtschaftsmacht gepaart, wodurch ablehnende oder feindselige Reaktionen auf das diplomatische Angebot auf subtile Weise deutlich erschwert werden. Mit dieser an der Realpolitik orientierten Verhandlungsstrategie betrieb Roosevelt als US-Präsident eine erfolgreiche Expansionspolitik.

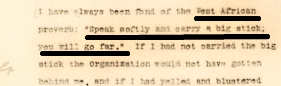
Roosevelts Brief an Sprague

Der Spruch ist bei Roosevelt erstmals nachweisbar in einem Brief vom 26. Januar 1900 an Henry L. Sprague, ein Mitglied des Union League Club of New York. In einer Rede benutzte Roosevelt ihn erstmals als Vizepräsident auf der Minnesota State Fair am 2. September 1901.
Die „Big-Stick-Politik“ Roosevelts kann als Ausdehnung der Monroe-Doktrin angesehen werden. Während James Monroe 1823 die europäischen Nationen aufforderte, nicht in das Geschehen in Amerika einzugreifen, legte Roosevelt im Prinzip fest, dass die USA das Recht hätten, sich in Angelegenheiten anderer Nationen in Nord- und Südamerika einzumischen, um andere Nationen davon abzuhalten, dort zu intervenieren.
Roosevelt benutzte diesen Spruch nicht, um eventuelle Kriege oder außenpolitische Konflikte anzuspornen, aber die Fantasie vieler Verleger und Karikaturisten wurde von der Idee des „Big Sticks“ inspiriert. Sowohl Roosevelt-Gegner als auch -Freunde sahen im „Big Stick“ die Folgerung, dass widerspenstige Nationen durch die Machtdemonstration des Militärs gefügig gemacht werden könnten. Davon angespornt wurde Roosevelt mit „seiner“ großen Keule auf zahlreichen freundlich und feindlich gesinnten Karikaturen abgebildet.